# 2021 PH27
2021 PH27 هو كويكب قريب من الأرض من فئة أتيرا. تم اكتشافه بواسطة سكوت شيبارد باستخدام مصور DECam لمسح الطاقة المظلمة في مرصد كرو تولولو الأمريكي الدولي التابع لمختبرات NOIR، في تاريخ 13 أغسطس 2021. يحتوي 2021 PH27 على أصغر نصف محور وأقصر فترة مدارية بين جميع الكويكبات المعروفة اعتبارًا من 2021.

## الاكتشاف
تم اكتشاف 2021 PH27 من قبل عالم الفلك سكوت شيبارد باستخدام مصور DECam لمسح الطاقة المظلمة في مرصد كرو تولولو في 13 أغسطس 2021. أجريت الملاحظات في الشفق للبحث عن كوكب صغير غير مكتشف يقع في استطالات من الشمس. تم اكتشاف الجسم عند القدر الظاهري 19، مع استطالة شمسية قدرها 37 درجة. ثم تم الإبلاغ عنها إلى صفحة تأكيد الأجسام القريبة من الأرض التابعة لمركز الكواكب الصغيرة بموجب التعيين المؤقت v13aug1. على مدى خمسة أيام، تم إجراء ملاحظات متابعة من قبل مختلف المراصد بما في ذلك مرصد لاس كامباناس (304)، ومرصد لاس كومبريز (K91، W85، W87، Q63)، ومرصد SONEAR (Y00)، ومرصد iTelescope (Q62). تم لاحقًا تعيين الجسم مؤقتًا 2021 PH27 من قبل مركز الكواكب الصغيرة وتم الإعلان عنه في 21 أغسطس 2021.